# Coleophora asthenella
Coleophora asthenella é uma espécie de mariposa do gênero Coleophora pertencente à família Coleophoridae.